# 矢田氏
矢田氏（やだし/やたし）は、日本の氏族。
- 源姓足利氏流支族。足利義康の庶長子矢田義清一代限りが矢田氏と称した。
- 多々良姓大内氏流矢田氏。周防国大内氏の当主大内弘家が矢田太郎と称し、後の代にも大内弘世の子、大内満弘の系統が在地名を取って矢田氏を称した。

## 清和源氏矢田氏
矢田氏（やだし）は、北勢四十八家の1つで戦国時代の四日市市の小山田地域の城主。この項目では矢田氏の武将の矢田藍物についても記述する。矢田氏（やだし）とは、日本の苗字で日本の地名でもある。三重県北部に矢田姓が多く、特に四日市市に多く軒数は20位の多さである。三重郡菰野町でもベスト20位入りしている。伊勢国で矢田氏が武家であり、伊勢国矢田（現在の三重県桑名市矢田）が発祥で元は山内氏と称しており、毛利氏の家臣だった。

### 矢田氏と矢田藍物
小山田村の元々の名称は山田の意味だった。山近くも農地の一般名称は明和2年の古文書の加富神社紀の記述では、上の村が小山で下の村が山田で小山と山田が合体した合成地名である。正平14年に小山田城で川嶋宮内少輔が居城と三重県内の史料の記述にある。水沢村の足見田と足見川付近で深いつながりがある。慶長11年に小山田村で吉田原の記述がある。戦国時代に山田に矢田藍物（やだ けんもつ）喜太郎が、小山に萩原小太郎が、六名に則武氏がいた。
永禄10年に織田信長の北勢四十八家滅亡の北伊勢地域の攻略から矢田氏が家系存続できた。矢田氏は1550年頃の戦国時代に足利義晴に仕えて主君亡き後に各地を放浪して小山田に移住してきた。織田氏から攻撃で滅亡しなかったが、天正11年に滝川一益から小山田城を没収された。兵70人と共に豊臣秀吉の家臣となった.
小山田城は秀吉方の桑名城主の天野氏の所領となった。
矢田氏は天正18年の小田原の陣の北条氏との戦いで当主が戦死して滅亡した。

## 多々良姓大内氏流矢田氏
周防国の守護大名であった大内弘家が、所在から名を取って矢田太郎と称し、その子の盛賢（弘高とも）が矢田の名字を継承した。後の代にも大内弘世の子、大内満弘の系統が在地名を取って矢田氏を称した。